# Гжегож Гаєвський
Гжегож Гаєвський (пол. Grzegorz Gajewski; нар. 19 липня 1985, Скерневиці) — польський шахіст, гросмейстер від 2006 року.

## Шахова кар'єра
У шахи почав грати в сім років. Вихованець клубу «Пйонтка» (пол. Piątka, Скерневиці) і тренера Богуслава Бодера. Неодноразово брав участь у фіналі чемпіонату Польщі серед юніорів у різних вікових категоріях. 1995 року виборов бронзову медаль у категорії до 10 років. Два роки по тому здобув срібну медаль у групі до 12 років. Першу золоту медаль виборов 2003 року в Криниці на чемпіонаті Польщі до 18 років. Тричі брав участь у фіналах чемпіонатів Польщі до 20 років, найкращий результат показавши 2002 року в Тшебіні, де посів 4-те місце. Також є триразовим чемпіоном країни серед юніорів зі швидких шахів і двічі — з бліцу.
На перетині 2000 та 2001 років виграв міжнародний турнір серед юніорів у Галльсбергу. Там само виступив два роки по тому, поділивши 2-4-те місце. 2001 року у Варшаві дебютував у фіналі чемпіонату Польщі. На Меморіалі Рубінштейна 2005 року поділив 1-3-тє місце (разом з Павелом Чарнотою та Марціном Дзюбою). Особливо вдалим став для нього 2006 рік. Спочатку посів 2-ге місце на турнірі за швейцарською системою в Літомишлі і вдруге взяв участь у фіналі чемпіонату Польщі, посівши в Кракові 9-те місце. Потім виконав дві гросмейстерські норми на відкритих турнірах у Роні (3-тє місце) і Пардубице, де на турнірі з досить сильним складом учасників посів 4-те місце. Здобув також бронзову медаль на зіграному у Варшаві чемпіонаті Європи зі швидких шахів. 2007 року поділив 1-ше місце (разом із, зокрема, Ілією Баліновим, Радославом Єдинаком на Імре Херою) на турнірі в Оберварті. 2008 року переміг на турнірі Краковія (2008/09), який відбувся в Кракові. 2009 року поділив 1-ше місце (разом зі Зденко Кожулом) у Рієці, а у 2010 році переміг (разом із, зокрема, Девідом Берцешом) у Сотроні. 2011 року здобув одноосібні перемоги на турнірі Каппель-ла-Гранд і в Загребі. 2012 року поділив 1-ше місце (разом із, зокрема, Еміліо Кордовою і Кевіном Спраггеттом) у Барселоні. На Чемпіонаті Польщі 2013 у Хожуві здобув першу в кар'єрі медаль — срібну, цей успіх повторивши на чемпіонаті 2014 року, який проходив у Варшаві. Також у 2014 році здобув у Вроцлаві бронзову медаль чемпіонату Європи зі швидких шахів. На Чемпіонаті Польщі 2015 у Познані вперше в кар'єрі став чемпіоном Польщі.
Неодноразово представляв Польщу на командних змаганнях, зокрема:
- двічі на шахових олімпіадах (2008, 2014)[9],
- тричі на командних чемпіонатах Європи (2007, 2009, 2013); призер: в особистому заліку — срібний (2007 — 3-тя шахівниця)[10],
- на шаховій олімпіаді серед юніорів до 16 років (1999)[11],
- на командному чемпіонаті Європи серед юніорів до 18 років (2003); призер: в командному заліку — срібну (2003)[12].

Шестиразовий призер командного чемпіонату Польщі: двічі золотий (2011, 2012), двічі срібний (2006, 2008) і двічі бронзовий (2003, 2007).
Найвищий рейтинг Ело в кар'єрі мав станом на 1 липня 2014 року, досягнувши 2659 очок займав тоді 86-те місце у світовому рейтинг-листі ФІДЕ, одночасно займаючи 2-ге місце (позаду Радослава Войташека) серед польських шахістів.
У липні 2007 року, під час турніру в Пардубицях, Гжегож Гаєвський застосував гамбітну новинку 10… d5!? в іспанській партії, яка дозволила йому здобути ефектну перемогу над Віктором Кузнєцовим, а потім журнал ChessBase визнав її «новинкою 2007 року». Варіант, названий гамбітом Гаєвського, швидко став популярним і того ж року його застосували, зокрема, Магнус Карлсен, Лоран Фрессіне, Радослав Войташек і Каміль Мітонь.
2008 року став одним із засновників шахового журналу «Mat». 2014 року був у складі команди Вішванатана Ананда під час матчу за звання чемпіона світу проти Магнуса Карлсена, який відбувся в Сочі.

## Особисте життя
Дружина Гжегожа Гаєвського — польська гросмейстер серед жінок Йоанна Майдан.

## Зміни рейтингу
| На цьому місці має відображатися графік чи діаграма, однак з технічних причин його відображення наразі вимкнено. Будь ласка, не видаляйте код, який викликає це повідомлення. Розробники вже працюють для того, щоби відновити штатне функціонування цього графіка або діаграми. | |
| | На цьому місці має відображатися графік чи діаграма, однак з технічних причин його відображення наразі вимкнено. Будь ласка, не видаляйте код, який викликає це повідомлення. Розробники вже працюють для того, щоби відновити штатне функціонування цього графіка або діаграми. |